# James Chuter-Ede

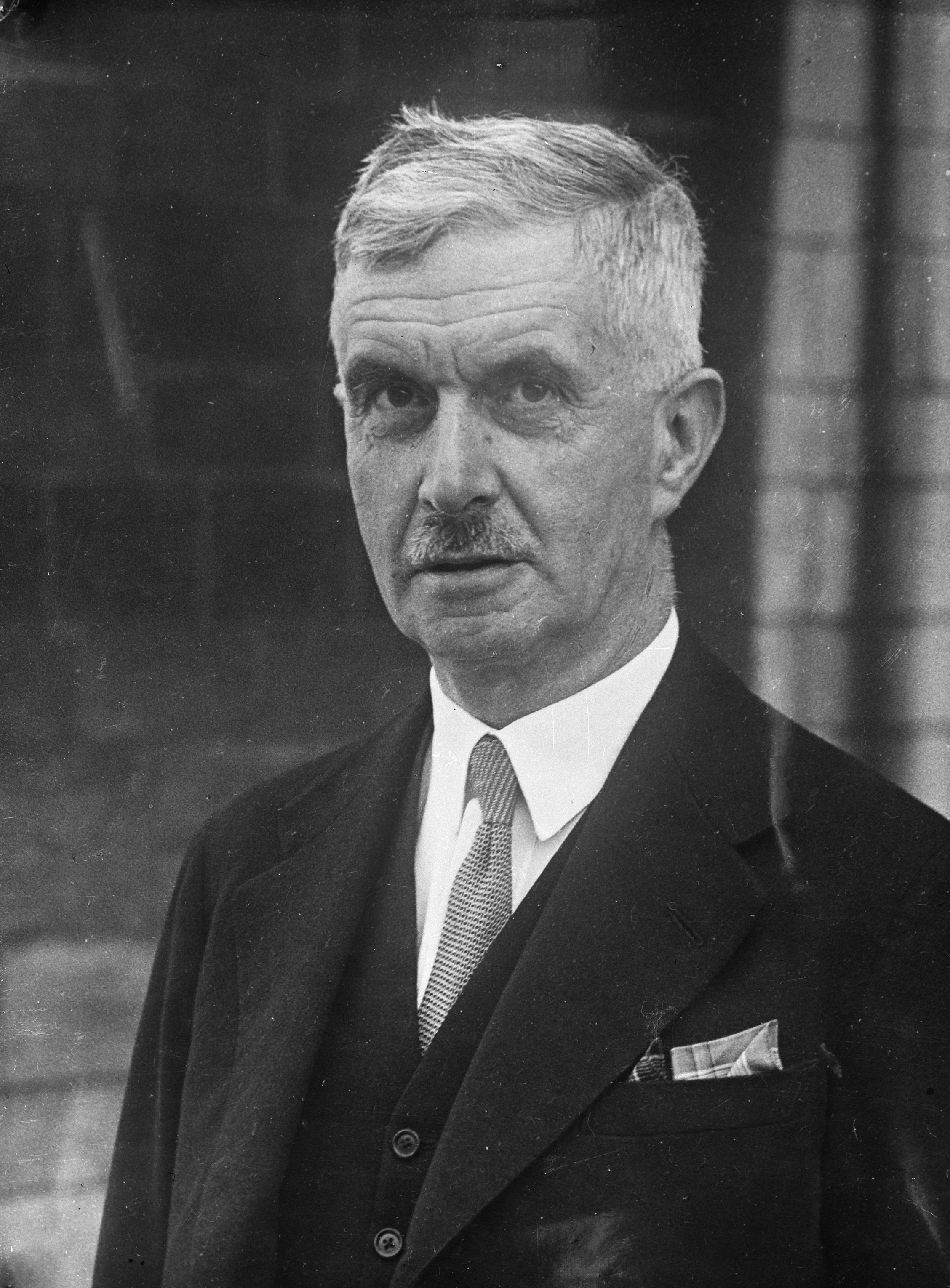
James Chuter-Ede (1945)

James Chuter-Ede, Baron Chuter-Ede, OH PC (* 11. September 1882 in Epsom, Surrey, England; † 11. November 1965 in Ewell, Surrey, England) war ein britischer Politiker der Labour Party.

## Biografie
Nach dem Besuch der Epsom National School, der Dorking High School sowie der Battersea P.T. Centre in London absolvierte er ein Studium am Christ’s College der University of Cambridge. Während des Ersten Weltkrieges leistete er seinen Militärdienst in der British Army bei den Royal Engineers.
Seine politische Laufbahn begann er als Kandidat der Labour Party, als er bei den Unterhauswahlen 1923 zum Abgeordneten in das Unterhaus (House of Commons) gewählt und dort bis zur Wahl 1924 den Wahlkreis Mitcham vertrat. Daneben engagierte er sich in der Kommunalpolitik und war nicht nur Mitglied des Stadtrates von Epsom, sondern auch des Rates der Grafschaft Surrey.
Bei den Unterhauswahlen am 30. Mai 1929 wurde er abermals zum Abgeordneten ins Unterhaus gewählt und vertrat dort bis 1931 den Wahlkreis South Shields.  In diesem Wahlkreis wurde er schließlich 1935 wieder zum Abgeordneten gewählt und gehörte diesem bis 1964 an. Zwischenzeitlich war er von 1940 bis 1945 Parlamentarischer Sekretär im Bildungsministerium (Ministry of Education) sowie 1947 auch Bürgermeister von Epsom.
Nach dem erdrutschartigen Wahlsieg der Labour Party bei den Unterhauswahlen am 5. Juli 1945 wurde er von Premierminister Clement Attlee zum Innenminister (Home Secretary) in dessen Kabinett berufen und übte dieses Amt bis zum 26. Oktober 1951 aus. 1951 war er zugleich auch Führer der Labour-Mehrheitsfraktion im Unterhaus und damit Leader of the House of Commons.
Nach seinem Ausscheiden aus dem Unterhaus wurde er am 26. Januar 1964 als Life Peer mit dem Titel Baron Chuter-Ede, of Epsom in the County of Surrey, in den Adelsstand erhoben und gehörte damit bis zu seinem Tode dem Oberhaus (House of Lords) an.